# Alchornea bogotensis
Alchornea bogotensis är en törelväxtart som beskrevs av Ferdinand Albin Pax och Käthe Hoffmann. Alchornea bogotensis ingår i släktet Alchornea och familjen törelväxter. Inga underarter finns listade i Catalogue of Life.